# Adolphe d'Ennery
Adolphe Philippe d'Ennery, ilustração de Evert van Muyden em Figures contemporaines tirées de l'album Mariani, 1899
assinatura
Vista da sepultura.
Adolphe Philippe d'Ennery (Paris, 17 de junho de 1811 – Paris, 25 de janeiro de 1899) foi um escritor e dramaturgo francês.

## Biografia
Nascido Adolphe Philippe, um de pelo menos cinco irmãos, era o filho natural de Jacob Philippe e Guiton Dennery, de origem israelita e alsaciana, que administravam um negócio de roupas no bairro do Templo. Reconhecido e legitimado pelo casamento de seus pais em 1812, ele adotou o sobrenome da mãe, ligeiramente modificado para “d'Ennery” quando assinou sua primeira peça, sendo que ambos os únicos nomes que ele tinha eram ocupados por dois outros vaudevillistas, Adolphe de Leuven, que assinava suas obras somente como “Adolphe”, e Dumanoir com seu primeiro nome, “Philippe”. O imperador o autorizou, por recomendação do Conselho de Estado, a usar o nome que o tornara famoso, e o Tribunal Civil do Sena regularizou seu estado civil em 10 de janeiro de 1860.
Sem fortuna, d'Ennery teve que trabalhar para sobreviver desde cedo e, até os vinte anos, sua única acomodação era um sótão. Ele se tornou balconista em uma loja de novidades chamada: “À Malvina”, juntou-se à claque do teatro Ambigu-Comique todos os domingos à noite. Foi lá que nasceu sua irresistível vocação para o teatro, quando ouvia dramas sendo apresentados. Sua primeira peça foi escrita em colaboração com Charles Desnoyers. Tendo entrado em contato com Charles Desnoyers, um ator medíocre que também era dramaturgo, ele escreveu sua primeira peça com ele em 1831, Émile ou le fils d'un pair de France, inspirada no romance homônimo de Émile de Girardin. Quando essa peça foi apresentada com sucesso no Théâtre des Nouveautés, ele deixou sua loja, apesar de sua família, para embarcar em uma carreira teatral, sem nenhum recurso. Graças à sua teimosia e autoconfiança inabalável, conseguiu escapar da pobreza escrevendo para jornais e tendo peças apresentadas em pequenos teatros, até que, por volta de 1842, conseguiu se classificar entre os mais notáveis dramaturgos de sua época.
Autor extremamente prolífico, escreveu, quase sempre em colaboração, mais de duzentas e dez peças no decorrer de sua laboriosa carreira entre 1831 e 1887. Servido por uma imaginação fértil e transbordante, produziu dramas, revistas, vaudevilles, óperas, contos de fadas, comédias e operetas, totalizando seiscentos e cinquenta e nove atos em todos os gêneros, do drama sombrio ao vaudeville e à tragédia histórica. Sua peça mais popular continua sendo Os dois órfãos, um drama em cinco atos escrito com Eugène Cormon e estreado em 20 de janeiro de 1874 no teatro Porte-Saint-Martin.
Seus outros trabalhos incluem La Grâce de Dieu com Gustave Lemoine (1841), a adaptação teatral de A Volta ao Mundo em 80 Dias (1874) e Michel Strogoff (1880) com Júlio Verne, além de vários libretos de ópera, incluindo Si j'étais roi e Le Muletier de Tolède (música de Adolphe Adam), Le Premier Jour de bonheur (música de Auber), Le Tribut de Zamora (música de Charles Gounod), Don César de Bazan com Dumanoir e Le Cid (música de Jules Massenet).
Dirigiu a primeira produção de Mercadet le faiseur, uma peça reduzida a três atos e retrabalhada por Honoré de Balzac, criada postumamente no Théâtre du Gymnase Marie-Bell em 1851. Em outubro de 1850, também se candidatou a assumir o Théâtre-Historique, criado por Alexandre Dumas, mas desistiu após quinze dias devido aos custos proibitivos de funcionamento.
Júlio Verne trabalhou com ele por vários anos na adaptação teatral do romance Les tribulations d'un chinois en Chine. Os dois homens acabaram se desentendendo e a colaboração terminou. Em 1899, após a morte de d'Ennery, Pierre Decourcelle, sobrinho-neto de d'Ennery, e Ernest Blum foram escolhidos para assumir o projeto com Júlio Verne, mas ele nunca foi realizado.
Ele ainda estava no comando do Théâtre du peuple, antes de abandonar definitivamente todas as atividades de gerenciamento para se dedicar exclusivamente à produção. Foi também ele quem persuadiu Clairville, que estava tentando fracassar nos palcos, a abandonar definitivamente as pranchetas em favor de criar dramas com ele. Durante seus últimos anos, ele também permitiu que seus romances fossem publicados em forma de série, assinados por ele, mas com a caneta do jornalista e escritor George Bonnamour. Pouco antes de sua morte, ele ainda estava trabalhando com Auguste Germain em uma comédia de gênero que não chegou a ser produzida.
D'Ennery foi um dos fundadores do resort à beira-mar de Cabourg, criado em 1853, um projeto pelo qual ele se interessou desde cedo, atraindo ao seu redor várias personalidades do mundo do teatro e da literatura. Ele possuía uma mansão lá, L'Albatros, e a revenda de terras compradas no momento certo lhe permitiu realizar um belo ganho de capital. Sua atividade e reputação eram tais que ele se tornou prefeito da cidade em 1855 e fundou a Société des Bains de Mer de Dives-Cabourg.
Depois de quase trinta anos juntos, em 30 de maio de 1881 ele se casou com Joséphine-Clémence Lecarpentier, viúva de Desgranges, conhecida como Gisette, em sua casa (devido ao seu estado de saúde). O escritor Júlio Verne foi uma das testemunhas.

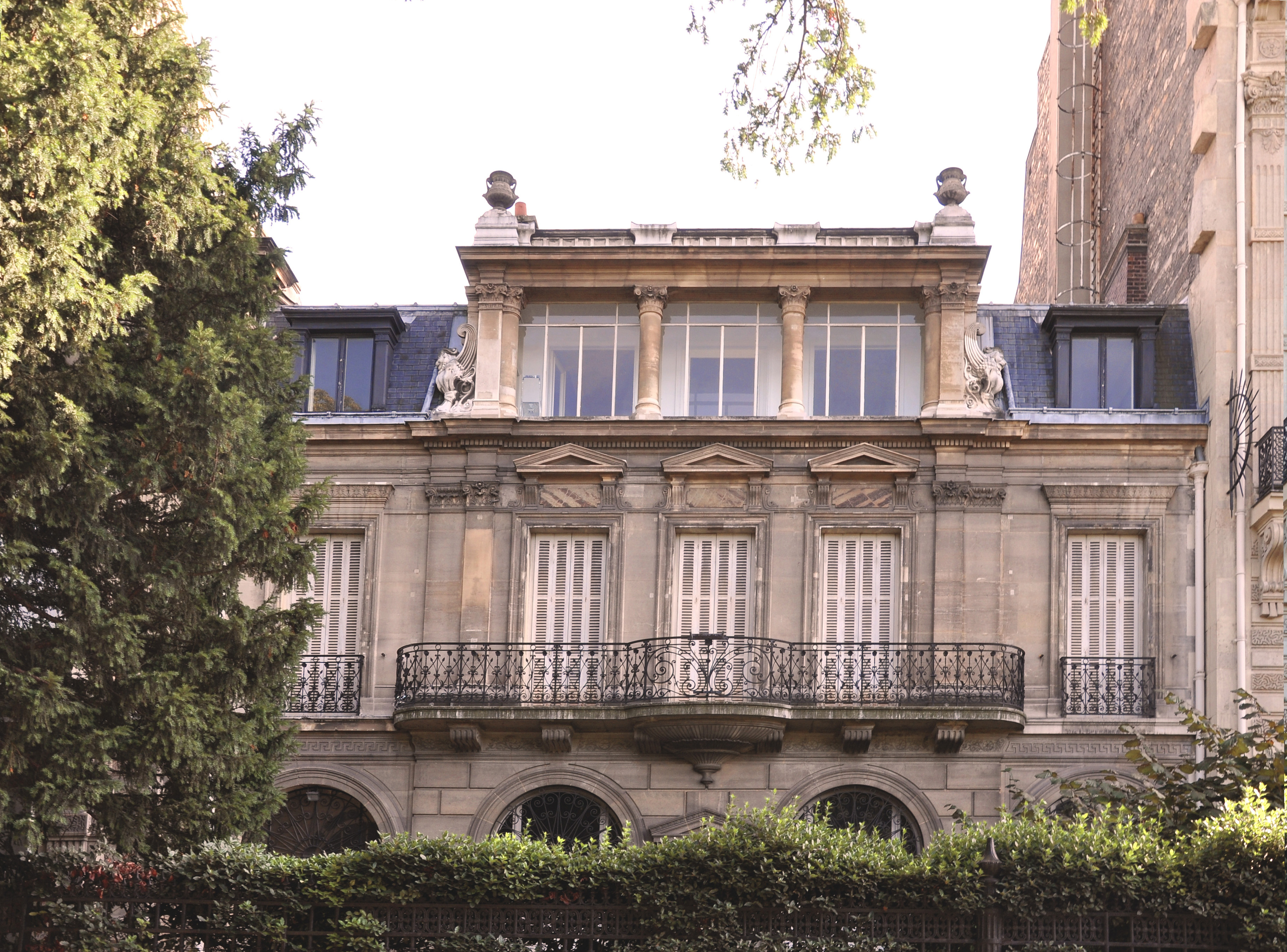
A casa do casal d'Ennery, na avenida Foch, 59, em Paris

Já em 1859, Clémence Desgranges havia começado uma coleção de arte asiática, exibida pela primeira vez na casa dos Desgranges na rua de l'Échiquier antes de se separarem, e mais tarde foi transferida para a mansão na avenida du Bois-de-Boulogne, 59, que se tornou a residência do casal d'Ennery.
Já em 1892, o casal d'Ennery planejava doar a mansão para o Estado francês, e a coleção continuou a crescer e a se expandir, totalizando agora mais de 6 mil objetos. Émile Guimet e Georges Clemenceau,:200 executor do testamento do casal, foram encarregados da doação. A coleção agora pode ser vista no Musée d'Ennery, uma filial do Museu Guimet.
Os últimos meses da vida de Adolphe d'Ennery foram uma série de provações; contrariando todas as expectativas, sua esposa Clémence morreu antes dele em setembro de 1898, e ele herdou todos os bens dela em virtude de uma doação inter vivos assinada antes do casamento. Ele estava fisicamente muito debilitado por uma sucessão de derrames. De um relacionamento em 1838 com a atriz Constance-Louise Bachoué, ele teve uma filha natural, Constance-Eugénie; recluso em seu quarto e delirante, ele a reconheceu no último minuto como legítima e a tornou sua legatária universal. Seus sobrinhos e sobrinhas tomaram medidas legais contra esse reconhecimento e contra o testamento de d'Ennery, o que atrasou a validação do legado da coleção ao Estado até 1901.
Ele foi Comendador da Ordem Nacional da Legião de Honra e Comendador da Ordem de Carlos III da Espanha. Está enterrado no cemitério do Père-Lachaise, Paris.

## Representações
Sua sagacidade franca fez com que ele fosse objeto de vários retratos e caricaturas, entre outros, de Alfred Le Petit, Nadar e Claude Monet, que o caricaturou em 1858.

## Distinções
- Comendador da Ordem Nacional da Legião de Honra (1895)
- Comendador da Ordem de Carlos III

## Posteridade
A Sociedade dos Amigos de Adolphe d'Ennery, fundada em 2015, visa tornar Adolphe d'Ennery mais conhecido, estudar sua obra e colocar on-line uma enciclopédia enriquecida com artigos sobre o autor e sua obra.

## Julgamentos
Como é sabido, d'Ennery escreveu mais de duzentas peças, todas de grande sucesso. Como dramaturgo, ele está no mesmo nível de Eugène Scribe e Michel-Jean Sedaine. D'Ennery, entretanto, nunca se preocupou com a forma literária. Acima de tudo, ele fala a linguagem agitada do teatro. Ninguém sabe melhor do que ele como dar vida a uma cena comovente e extrair todos os efeitos que ela implica. Ele é excelente em encontrar a palavra certa para emocionar ou chorar as almas sensíveis da plateia. É por isso que você fica surpreso quando fala com ele. Ele fala uma linguagem completamente diferente; então ele é bom, espirituoso, original. Se você perguntar a ele sobre isso, ele dirá que tomaria cuidado para não ser assim em seus dramas e contos de fadas, porque o que causa uma impressão em uma sala de estar quando se fala não causaria nenhuma impressão no palco. Ele é um homem astuto que, além disso, não sabe como esconder sua malícia, que seu olhar malicioso revela imediatamente.— Gustave Claudin 

## Obras selecionadas
- 1837: Le Portefeuille ou Deux Familles, drama em 5 atos, em colaboração com Auguste Anicet-Bourgeois, Teatro Porte-Saint-Martin (7 de março)
- 1838: Gaspard Hauser, em colaboração com Auguste Anicet-Bourgeois, interpretado por Albert e Saint-Ernest, Teatro Ambigu-Comique (4 de junho})
- 1841: La Grâce de Dieu ou la Nouvelle Fanchon, drama em 5 atos misturado com músicas, em colaboração com Gustave Lemoine, Teatro Gaîté (16 de janeiro)
- 1841: La Citerne d'Albi, drama em 3 atos, em colaboração com Gustave Lemoine. Teatro Gaîté (20 de setembro)
- 1844: Don César de Bazan, drama em 5 atos misturado com músicas, em colaboração com Dumanoir, Teatro Porte-Saint-Martin (30 de julho)
- 1844: La Dame de Saint-Tropez, drama em 5 atos, em colaboração com A. Anicet-Bourgeois, Teatro Porte-Saint-Martin (23 de novembro)
- 1845: Marie-Jeanne ou la Femme du peuple, drama em 5 atos e 6 quadros, em colaboração com Julien de Mallian, Teatro Porte-Saint-Martin (11 de novembro)
- 1847: Mlle Agathe, comédia-vaudeville em um ato, com Augustin Lagrange e Eugène Cormon
- 1849: Le Juif errant, peça de teatro, em colaboração com Eugène Sue, primeira apresentação no Teatro de l'Ambigu, em 23 de junho de 1849
- 1850: Paillasse em colaboração com Marc Fournier, em 9 de novembro de 1850, Teatro Gaîté
- 1852: Si j'étais roi, ópera-cômica em 3 atos e 4 quadros, em colaboração com Jules-Henri Brésil, música de Adolphe Adam, Ópéra-Nacional (4 de setembro)
- 1853: Le Caporal et la Payse, drama em 5 atos, em colaboração com Dumanoir, Teatro Porte-Saint-Martin (9 de maio)
- 1853: A Cabana do Pai Tomás, drama em 8 atos, em colaboração com Dumanoir baseado no romance de Harriet Beecher Stowe, Teatro Ambigu-Comique.
- 1854: Le Muletier de Tolède, ópera-cômica em 3 atos, em colaboração com Clairville, Teatro-Lyrique (16 de dezembro)
- 1855: Le Médecin des enfants, drama em 5 atos, em colaboração com Auguste Anicet-Bourgeois, Teatro Gaîté, 29 de outubro de 1855
- 1857: L'Aveugle, drama em 5 atos, em colaboração com Anicet-Bourgeois, Teatro Gaîté
- 1857: Les Chevaliers du brouillard, drama em 5 atos e 10 quadros, em colaboração com Ernest Bourget, Teatro Porte-Saint-Martin (10 de julho)
- 1858: Fausto, drama de fantasia em 3 atos e 14 quadros baseados em Goethe, Teatro Porte-Saint-Martin (27 de setembro)
- 1868: Le Premier Jour de bonheur, ópera-cômica em 3 atos, música de Auber, Théâtre national de l'Opéra-Comique (15 de fevereiro)
- 1872: Don César de Bazan, ópera-cômica em 4 atos, em colaboração com Jules Chantepie baseado na obra de Victor Hugo, música de Jules Massenet, Teatro Opéra-Comique (30 de novembro)
- 1874: Les Deux Orphelines, drama em 5 atos e 8 quadros, em colaboração com Eugène Cormon, Teatro Porte-Saint-Martin (20 de janeiro)
- 1874 : A Volta ao Mundo em 80 Dias, um grande espetáculo em 5 atos e 15 quadros, em colaboração com Júlio Verne baseado em seu romance, música de Jean-Jacques Debillemont, Teatro Porte-Saint-Martin (7 de novembro)
- 1877: Une cause célèbre, drama em 6 partes, em colaboração com E. Cormon, Teatro Ambigu-Comique (4 de dezembro) após, Teatro Porte-Saint-Martin (27 de dezembro)
- 1880: Diana com Jules Brésil, em 15 de outubro de 1880, Teatro de l’Ambigu-Comique
- 1880: Michel Strogoff, drama em 5 atos, em colaboração com Júlio Verne, Teatro Châtelet (17 de novembro)
- 1881: Le Tribut de Zamora, ópé]era em 4 atos, em colaboração com Jules-Henri Brésil, música de Charles Gounod, Teatro Opéra Garnier (1 de abril)
- 1881: Les Mille et Une Nuits, conto de fadas em três atos e trinta e um quadros, texto de Adolphe d'Ennery e Paul Ferrier. Teatro Châtelet, com Zulma Bouffar, Christian, Alexandre Germain (14 de dezembro de 1881)
- 1885: Le Cid, ópera em 4 atos e 10 quadros, em colaboração com Louis Gallet e Édouard Blau baseado na obra de Pierre Corneille, música de Jules Massenet, Teatro Opéra Garnier (30 de novembro)
- 1894: Le Trésor des Radjalis, um grande espetáculo em cinco atos e quatorze quadros, em colaboração com Paul Ferrier, primeira apresentação, sábado 3 de fevereiro 1894 no Teatro Bouffes-Parisiens

## Galeria

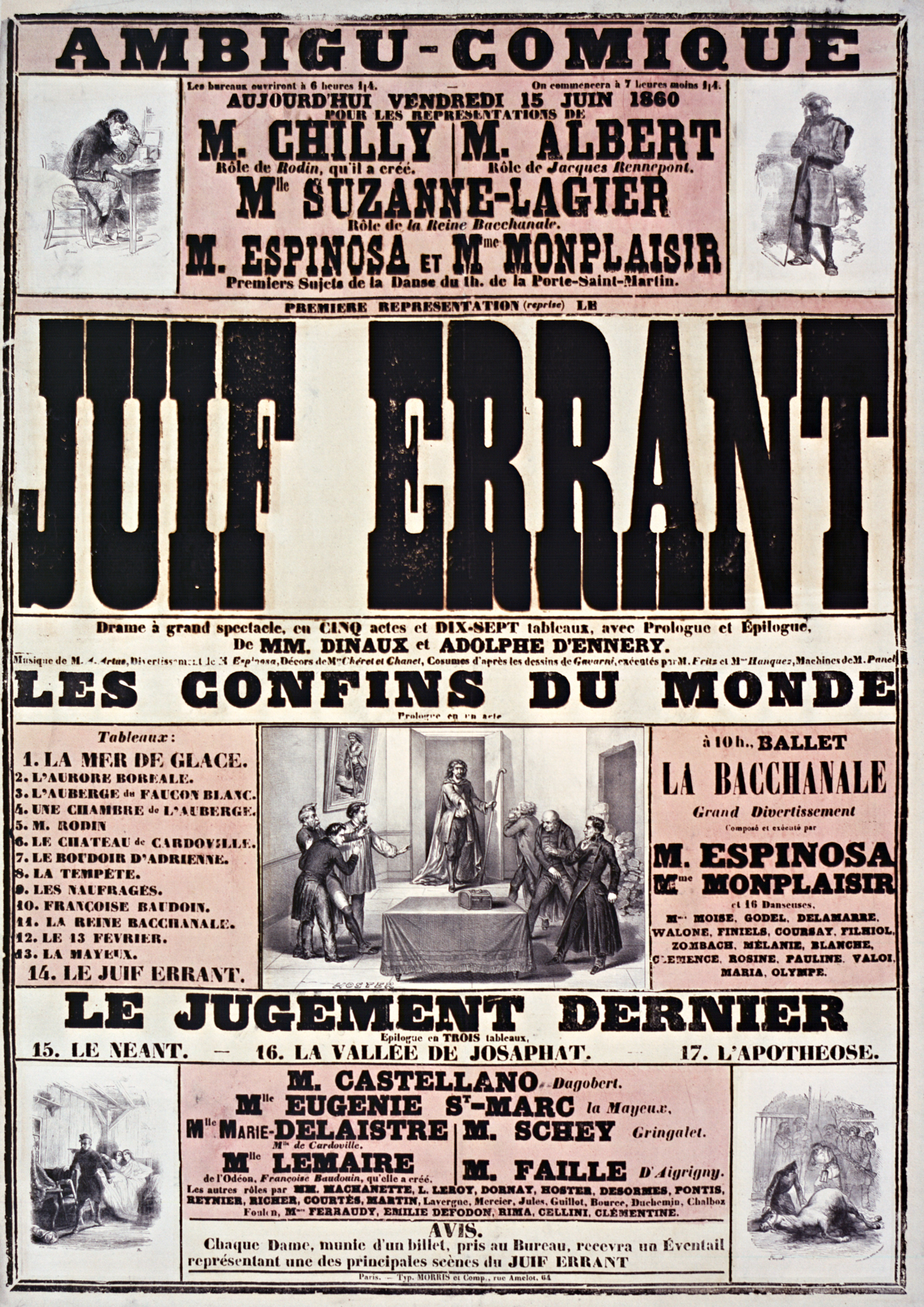
Pôster para le Juif errant no Teatro Ambigu-Comique em 1860
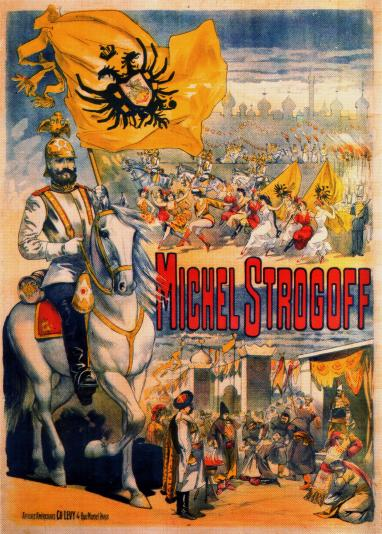
Pôster para Michel Strogoff no Teatro Châtelet, em 17 de novembro de 1880
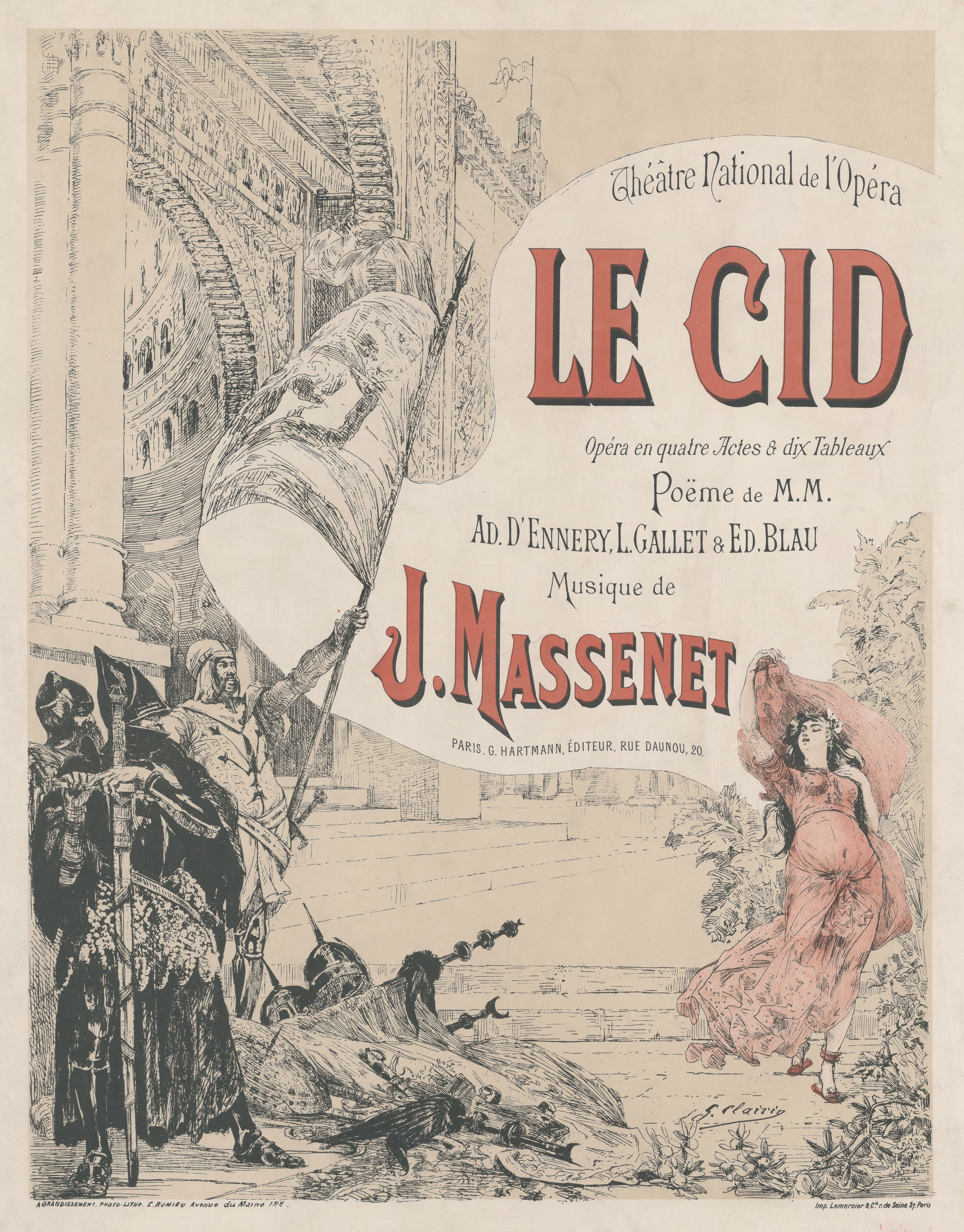
Pôster para a estreia de Le Cid de Massenet na ópera Garnier, 30 de novembro de 1885
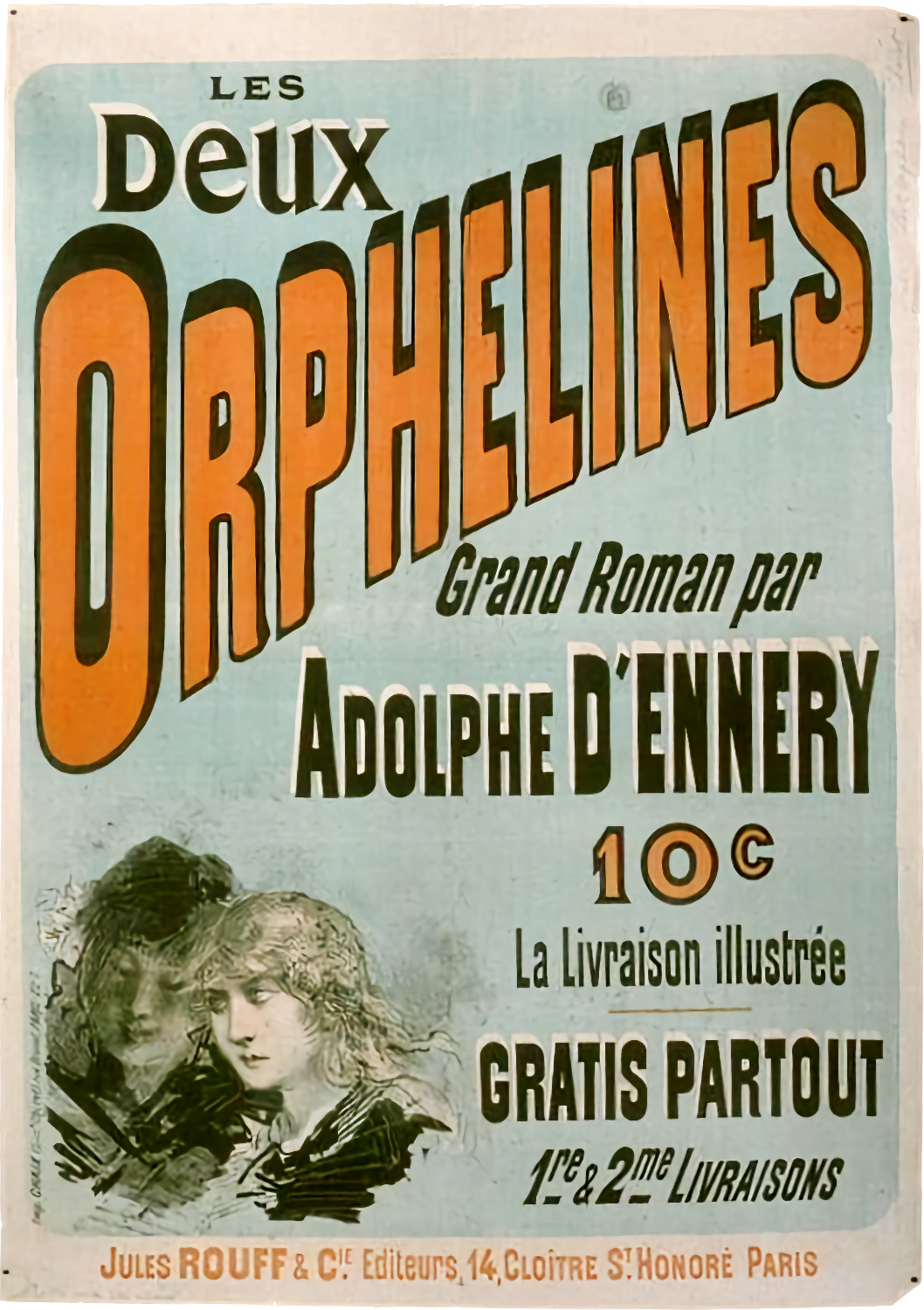
Les Deux Orphelines, Jules Rouff, 1894

## Adaptações cinematográficas
- 1909: Don César de Bazan de Victorin Jasset
- 1911: La Femme du saltimbanque de Georges Denola, baseado em Paillasse
- 1914: Marie-Jeanne ou la Femme du peuple de Georges Denola
- 1916: Le Médecin des enfants de Georges Denola
- 1942: Don César de Bazan (Don Cesare di Bazan) de Riccardo Freda
- 1989: Don César de Bazan (Дон Сезар де Базан) de Ian Frid